# موهان جوكهيل
موهان جوكهيل (بالهندية: मोहन गोखले؛ بالإنجليزية: Mohan Gokhale) هو ممثل هندي، ولد في 1954 في بونه في الهند، وتوفي في 29 أبريل 1999 في تشيناي في الهند.

## وصلات خارجية
- موهان جوكهيل على موقع IMDb (الإنجليزية)
- موهان جوكهيل على موقع قاعدة بيانات الفيلم (الإنجليزية)